# Salvatore Billa
Salvatore Billa (Catania, 31 marzo 1943 – Roma, 22 maggio 2006) è stato un attore italiano.

## Biografia
Attivo dai primi anni sessanta fino ai primi anni duemila. Ha recitato in più di 100 film, alternando semplici comparse a ruoli più importanti. Tra questi si ricordano, Rosario Trapanese nel film Squadra antifurto, don Carluccio Trepalle ne I guappi e il principe nel film L'uomo delle stelle di Giuseppe Tornatore. Una parte di rilievo la ottiene in Corleone (1978) di Pasquale Squitieri, dove è il primo attore ad apparire in scena. Interpreta la parte di Carmelo, che poi ucciderà il protagonista Vito Gargano, interpretato da Giuliano Gemma, amico di una vita. Ha lavorato anche per la televisione, partecipando ad alcune fiction TV, il ruolo più famoso è quello del boss della camorra Salvatore Palestra nella miniserie Naso di cane.
È morto a Roma il 22 maggio 2006.

## Filmografia

### Cinema
- Cleopatra, regia di Joseph L. Mankiewicz (1963)
- Questa volta parliamo di uomini, regia di Lina Wertmüller (1965)
- La Bibbia (The Bible: in the Beginning...), regia di John Huston (1966)
- Grand Prix, regia di John Frankenheimer (1966)
- La bisbetica domata, regia di Franco Zeffirelli (1967)
- Romeo e Giulietta, regia di Franco Zeffirelli (1968)
- Al di là della legge, regia di Giorgio Stegani (1968)
- Io e Dio, regia di Pasquale Squitieri (1969)
- Indio Black, sai che ti dico: sei un gran figlio di..., regia di Gianfranco Parolini (1970)
- Ciakmull - L'uomo della vendetta, regia di E.B. Clucher (1970)
- Django sfida Sartana, regia di Pasquale Squitieri (1970)
- La vendetta è un piatto che si serve freddo, regia di Pasquale Squitieri (1971)
- Mio padre monsignore, regia di Antonio Racioppi (1971)
- È tornato Sabata... hai chiuso un'altra volta!, regia di Gianfranco Parolini (1971)
- Blindman, regia di Ferdinando Baldi (1971)
- Sotto a chi tocca!, regia di Gianfranco Parolini (1972)
- Milano calibro 9, regia di Fernando Di Leo (1972)
- Spirito Santo e le 5 magnifiche canaglie, regia di Roberto Mauri (1972)
- Bada alla tua pelle, Spirito Santo!, regia di Roberto Mauri (1972)
- I familiari delle vittime non saranno avvertiti, regia di Alberto De Martino (1972)
- Camorra, regia di Pasquale Squitieri (1972)
- Il boss, regia di Fernando Di Leo (1973)
- La mano nera, regia di Antonio Racioppi (1973)
- Corte marziale, regia di Roberto Mauri (1973)
- La prova d'amore, regia di Tiziano Longo (1974)
- L'erotomane, regia di Marco Vicario (1974)
- Pane e cioccolata, regia di Franco Brusati (1974)
- I guappi, regia di Pasquale Squitieri (1974)
- Il poliziotto è marcio, regia di Fernando Di Leo (1974)
- Sesso in testa, regia di Sergio Ammirata (1974)
- La casa della paura, regia di William Rose (1974)
- Colpo in canna, regia di Fernando Di Leo (1975)
- L'uomo della strada fa giustizia, regia di Umberto Lenzi (1975)
- La città sconvolta: caccia spietata ai rapitori, regia di Fernando Di Leo (1975)
- ...a tutte le auto della polizia..., regia di Mario Caiano (1975)
- Due cuori, una cappella, regia di Maurizio Lucidi (1975)
- Vai gorilla, regia di Tonino Valerii (1975)
- Liberi armati pericolosi, regia di Romolo Guerrieri (1976)
- Paura in città, regia di Giuseppe Rosati (1976)
- Bordella, regia di Pupi Avati (1976)
- La lupa mannara, regia di Rino Di Silvestro (1976)
- Il grande racket, regia di Enzo G. Castellari (1976)
- Il trucido e lo sbirro, regia di Umberto Lenzi (1976)
- Nina, regia di Vincente Minnelli (1976)
- Squadra antifurto, regia di Bruno Corbucci (1976)
- I padroni della città, regia di Fernando Di Leo (1976)
- La banda del trucido, regia di Stelvio Massi (1977)
- Il figlio dello sceicco, regia di Bruno Corbucci (1977)
- Il cinico, l'infame, il violento, regia di Umberto Lenzi (1977)
- La banda del gobbo, regia di Umberto Lenzi (1977)
- Napoli si ribella, regia di Michele Massimo Tarantini (1977)
- La via della droga, regia di Enzo G. Castellari (1977)
- Il prefetto di ferro, regia di Pasquale Squitieri (1977)
- Diamanti sporchi di sangue, regia di Fernando Di Leo (1978)
- Corleone, regia di Pasquale Squitieri (1978)
- Gegè Bellavita, regia di Pasquale Festa Campanile (1978)
- Poliziotto senza paura, regia di Stelvio Massi (1978)
- La mazzetta, regia di Sergio Corbucci (1978)
- Avere vent'anni, regia di Fernando Di Leo (1978)
- L'arma, regia di Pasquale Squitieri (1978)
- Da Corleone a Brooklyn, regia di Umberto Lenzi (1979)
- Il cappotto di Astrakan, regia di Marco Vicario (1980)
- Luca il contrabbandiere, regia di Lucio Fulci (1980)
- Razza selvaggia, regia di Pasquale Squitieri (1980)
- Il falco e la colomba, regia di Fabrizio Lori (1981)
- Cappotto di legno, regia di Gianni Manera (1981)
- Il turno, regia di Tonino Cervi (1981)
- Bello mio, bellezza mia, regia di Sergio Corbucci (1982)
- Si ringrazia la regione Puglia per averci fornito i milanesi, regia di Mariano Laurenti (1982)
- Il conte Tacchia, regia di Sergio Corbucci (1982)
- Favoriti e vincenti, regia di Salvatore Maira (1983)
- La guerra del ferro - Ironmaster, regia di Umberto Lenzi (1983)
- E la nave va, regia di Federico Fellini (1983)
- C'era una volta in America, regia di Sergio Leone (1984)
- Ma guarda un po' 'sti americani, regia di Amy Heckerling (1985)
- Il pentito, regia di Pasquale Squitieri (1985)
- Ginger e Fred, regia di Federico Fellini (1986)
- Sicilian Connection, regia di Tonino Valerii (1987)
- Gli invisibili, regia di Pasquale Squitieri (1988)
- Il bambino e il poliziotto, regia di Carlo Verdone (1989)
- Fantozzi alla riscossa, regia di Neri Parenti (1990)
- La voce della Luna, regia di Federico Fellini (1990)
- Tre colonne in cronaca, regia di Carlo Vanzina (1990)
- L'avaro, regia di Tonino Cervi (1990)
- Pummarò, regia di Michele Placido (1990)
- La puttana del re, regia di Axel Corti (1990)
- Il padrino - Parte III, regia di Francis Ford Coppola (1990)
- L'anno del terrore, regia di John Frankenheimer (1991)
- Alibi perfetto, regia di Aldo Lado (1992)
- Magnificat, regia di Pupi Avati (1993)
- L'uomo delle stelle, regia di Giuseppe Tornatore (1995)
- Li chiamarono... briganti!, regia di Pasquale Squitieri (1999)
- Gangs of New York, regia di Martin Scorsese (2002)
- La rivincita di Natale, regia di Pupi Avati (2004)

### Televisione
- La lotta dell'uomo per la sua sopravvivenza – serie TV (1970)
- Il vero coraggio – miniserie TV (1973)
- Tosca, regia di Gianfranco de Bosio – film TV (1976)
- Quer pasticciaccio brutto de via Merulana, regia di Piero Schivazappa – miniserie TV (1983)
- Naso di cane, regia di Pasquale Squitieri – miniserie TV (1986)
- La piovra 3, regia di Luigi Perelli – miniserie TV (1987)
- L'ispettore Giusti – serie TV (1999)
- I giudici - Excellent Cadavers, regia di Ricky Tognazzi – film TV (1999)